# Aillant-sur-Tholon
Aillant-sur-Tholon és un municipi francès, situat al departament del Yonne i a la regió de Borgonya - Franc Comtat. L'any 2007 tenia 1.442 habitants.

## Demografia

### Població
El 2007 la població de fet d'Aillant-sur-Tholon era de 1.442 persones. Hi havia 643 famílies, de les quals 236 eren unipersonals (57 homes vivint sols i 179 dones vivint soles), 179 parelles sense fills, 151 parelles amb fills i 77 famílies monoparentals amb fills.
La població ha evolucionat segons el següent gràfic:
Habitants censats

### Habitatges
El 2007 hi havia 785 habitatges, 652 eren l'habitatge principal de la família, 68 eren segones residències i 65 estaven desocupats. 596 eren cases i 185 eren apartaments. Dels 652 habitatges principals, 419 estaven ocupats pels seus propietaris, 208 estaven llogats i ocupats pels llogaters i 25 estaven cedits a títol gratuït; 16 tenien una cambra, 53 en tenien dues, 152 en tenien tres, 190 en tenien quatre i 242 en tenien cinc o més. 422 habitatges disposaven pel capbaix d'una plaça de pàrquing. A 342 habitatges hi havia un automòbil i a 194 n'hi havia dos o més.

### Piràmide de població
La piràmide de població per edats i sexe el 2009 era:
| Homes | Edats   | Dones |
| ----- | ------- | ----- |
| 4     | 95 o +  | 12    |
| 4     | 90 a 94 | 20    |
| 12    | 85 a 89 | 44    |
| 28    | 80 a 84 | 28    |
| 56    | 75 a 79 | 64    |
| 20    | 70 a 74 | 44    |
| 32    | 65 a 69 | 40    |
| 68    | 60 a 64 | 60    |
| 20    | 55 a 59 | 36    |
| 60    | 50 a 54 | 76    |
| 24    | 45 a 49 | 36    |
| 52    | 40 a 44 | 48    |
| 32    | 35 a 39 | 20    |
| 76    | 30 a 34 | 44    |
| 36    | 25 a 29 | 44    |
| 44    | 20 a 24 | 20    |
| 28    | 15 a 19 | 32    |
| 28    | 10 a 14 | 20    |
| 24    | 5 a 9   | 44    |
| 32    | 0 a 4   | 32    |

## Economia
El 2007 la població en edat de treballar era de 804 persones, 597 eren actives i 207 eren inactives. De les 597 persones actives 533 estaven ocupades (266 homes i 267 dones) i 64 estaven aturades (30 homes i 34 dones). De les 207 persones inactives 92 estaven jubilades, 41 estaven estudiant i 74 estaven classificades com a «altres inactius».

### Ingressos
El 2009 a Aillant-sur-Tholon hi havia 662 unitats fiscals que integraven 1.360,5 persones, la mediana anual d'ingressos fiscals per persona era de 17.349 €.

### Activitats econòmiques
Dels 100 establiments que hi havia el 2007, 2 eren d'empreses alimentàries, 6 d'empreses de fabricació d'altres productes industrials, 11 d'empreses de construcció, 16 d'empreses de comerç i reparació d'automòbils, 5 d'empreses de transport, 9 d'empreses d'hostatgeria i restauració, 3 d'empreses d'informació i comunicació, 6 d'empreses financeres, 6 d'empreses immobiliàries, 12 d'empreses de serveis, 19 d'entitats de l'administració pública i 5 d'empreses classificades com a «altres activitats de serveis».
Dels 29 establiments de servei als particulars que hi havia el 2009, 1 era una oficina d'administració d'Hisenda pública, 1 gendarmeria, 1 oficina de correu, 3 oficines bancàries, 1 funerària, 1 taller de reparació d'automòbils i de material agrícola, 1 taller d'inspecció tècnica de vehicles, 1 autoescola, 2 paletes, 2 guixaires pintors, 2 fusteries, 3 lampisteries, 1 electricista, 2 perruqueries, 4 restaurants i 3 agències immobiliàries.
Dels 11 establiments comercials que hi havia el 2009, 1 era un hipermercat, 1 una botiga de més de 120 m², 2 fleques, 1 una fleca, 1 una peixateria, 1 una botiga d'equipament de la llar, 1 una botiga de material de revestiment de parets i terra i 3 floristeries.
L'any 2000 a Aillant-sur-Tholon hi havia 6 explotacions agrícoles que ocupaven un total de 435 hectàrees.

## Equipaments sanitaris i escolars
El 2009 hi havia 2 farmàcies i 1 ambulància.
El 2009 hi havia 1 escola maternal i 1 escola elemental. Aillant-sur-Tholon disposava d'un col·legi d'educació secundària amb 438 alumnes.

## Poblacions més properes
El següent diagrama mostra les poblacions més properes.